# Meljski Hrib
Meljski Hrib este o localitate din comuna Maribor, Slovenia, cu o populație de 257 de locuitori.